# Felix Bresser
Felix Bresser (* 13. Oktober 1959) ist ein deutscher Schauspieler.

## Leben
Bresser absolvierte von 1981 bis 1984 eine Schauspielausbildung an der Staatlichen Hochschule für Musik und Darstellende Kunst in Hamburg.
Als Theaterschauspieler hatte Bresser Festengagements am Schauspielhaus Bochum (1984–1986) und am Deutschen Theater Göttingen (1987–1990). Dort spielte er unter anderem in der Spielzeit 1987/1988 die Rolle des Johan Tönnesen in dem Schauspiel Die Stützen der Gesellschaft von Henrik Ibsen. Danach wirkte er ab 1990 als freier Schauspieler an verschiedenen Off-Theatern in Berlin.
Bresser wirkte in zahlreichen Fernsehproduktionen mit. In den Anfängen der ARD-Vorabendserie Verbotene Liebe verkörperte er 1995 die Rolle des Designers Stefan König, der sich auf verschiedene Liebesbeziehungen, unter anderem mit den Rollenfiguren Barbara von Sterneck und deren Sohn Gero von Sterneck einlässt.
Episodenhauptrollen in Fernsehserien hatte er außerdem in der SAT1-Fernsehserie Hallo, Onkel Doc! (1996, als Arzt Dr. Tom Geldermann), in der RTL-Fernsehserie Balko (2000, als Kriminalhauptkommissar Lenz), in der ZDF-Fernsehserie Der Landarzt (2008, als Dr. Sebastian Winkler und bester Freund des verstorbenen Ehemannes der Rollenfigur Anne Halligpeter) und in der ZDF-Fernsehserie Da kommt Kalle (2009, als Herr Ehlers in der Folge Teure Ferien). Zuletzt wirkte er im Jahre 2011 in der Kinderserie Die Pfefferkörner mit. 
Bresser spielte außerdem in dem Kinofilm Otto – Der Katastrofenfilm (2000) einen Terroristen. Unter der Regie von Oskar Roehler übernahm er kleinere Rollen in dessen Spielfilmen Suck My Dick (2001) und Agnes und seine Brüder (2004).

## Filmografie (Auswahl)
- 1995: A.S. – Gefahr ist sein Geschäft (Folge: Hungrige Augen)
- 1995: Verbotene Liebe
- 1996: Die Drei (Folge: Ich habe Lünsmann nicht getötet)
- 1996: Hallo, Onkel Doc!
- 1998: Die heilige Hure (Fernsehfilm)
- 1998: HeliCops – Einsatz über Berlin (Folge: Blackmail)
- 1999: Im Namen des Gesetzes (Folge: Das Orakel)
- 1999: Männer sind wie Schokolade (Fernsehfilm)
- 2000: Balko (Folge: Die Schlangenfarm)
- 2000: Otto – Der Katastrofenfilm
- 2001: Suck My Dick
- 2002: Inspektor Rolle (Folge: Sex-Inserate)
- 2004: Agnes und seine Brüder
- 2008: Der Landarzt (Folge: Besuch aus der Vergangenheit)
- 2009: Da kommt Kalle (Folge: Teure Ferien)
- 2011: Die Pfefferkörner